# Páramo del Sil
Páramo del Sil ist eine Gemeinde mit 1.169 Einwohnern (Stand: 2024) im nordwestlichen Zentral-Spanien in der Provinz León in der Autonomen Gemeinschaft Kastilien-León. Die Gemeinde besteht neben dem Hauptort Páramo del Sil aus den Ortschaften Anllares del Sil, Anllarinos del Sil, Argayo del Sil, Primout, Salentinos, Santa Cruz del Sil, Sorbeda del Sil und Villamartín del Sil.

## Geografie
Páramo del Sil liegt etwa 110 Kilometer westnordwestlich von León in einer Höhe von ca. 865 m am Río Sil.

## Bevölkerungsentwicklung
| Jahr        | 1900 | 1950 | 1970 | 1981 | 1991 | 2001 | 2011 | 2021 |
| ----------- | ---- | ---- | ---- | ---- | ---- | ---- | ---- | ---- |
| Einwohner   | 2429 | 3215 | 3530 | 2655 | 2252 | 1664 | 1413 | 1244 |
| Quelle: INE |      |      |      |      |      |      |      |      |

## Wirtschaft
Das Kohlekraftwerk von Anllares del Sil (erbaut 1979) wurde 2018 vom Netz genommen. 

## Sehenswürdigkeiten
- Marienkirche in Anllares del Sil

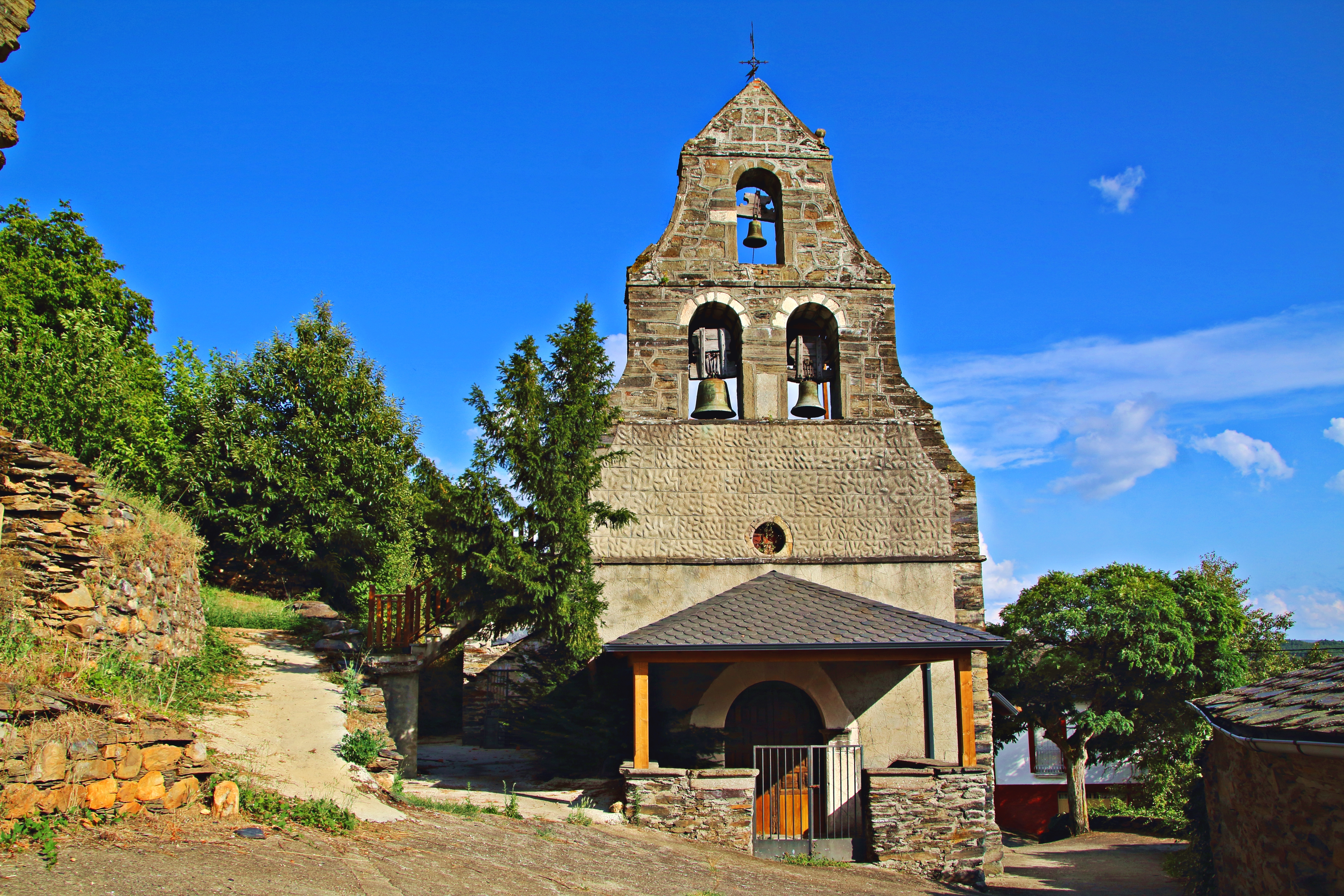
Marienkirche